# 托科羅阿山
71°13′S 162°50′E / 71.217°S 162.833°E
托科羅阿山（英語：Mount Tokoroa），是南極洲的山峰，位於維多利亞地的彭內爾海岸，處於索薩山東南面11公里，屬於鮑爾斯山脈中探險者山脈的一部分，由美國地質調查局繪入地圖，現時由南極條約體系管理。